# Кюндяде
Кюндяде (якут. Кγндээдэ) — село в Нюрбинском улусе Республики Саха (Якутия).
Село находится на правом берегу реки Вилюй в 15 км к юго-западу от районного центра — города Нюрба.
Через село проходит автодорога А331 (Якутск — Мирный) с паромной/ледовой переправой через Вилюй. Расстояние до Якутска по автодороге — 775 км.
В селе имеются Кюндядинская средняя образовательная школа, детский сад (на 75 мест), участковая больница (на 10 коек), социально-культурный центр, библиотека, филиал музыкальной школы, спортзал, магазин, пекарня, ветлечебница, почтовое отделение, филиал Сбербанка, филиал «Сахателеком», маслозавод, сельскохозяйственный кредитно-потребительский кооператив, кооператив табунных лошадей.
Действует ОАО «Кюндядинское» (разведение крупного рогатого скота, табунное коневодство и звероводство).
Население занято, в основном, на сельскохозяйственном производстве.

## Население
| 1989 | 2002 | 2010 | 2021 |
| ---- | ---- | ---- | ---- |
| 1000 | ↘985 | ↘982 | ↘789 |

## История
Образовано в 1957 году слиянием близлежащих сёл Бордон (якут. Бордоң), Джархан (Дьаархан), Кугдар (Кугдаар), Джархан (Дьаархан), Хар Дже (Хаар Дьиэ) По старой легенде охотник утром увидел стаю стерхов, которые полетели к солнцу, их крылья сверкали в солнечном луче. Охотник дал этой земле название Кюндядя которое произошло из слова «сверкать» (якут. Кγндээрэн).